# Cấu trúc giàn tích hợp

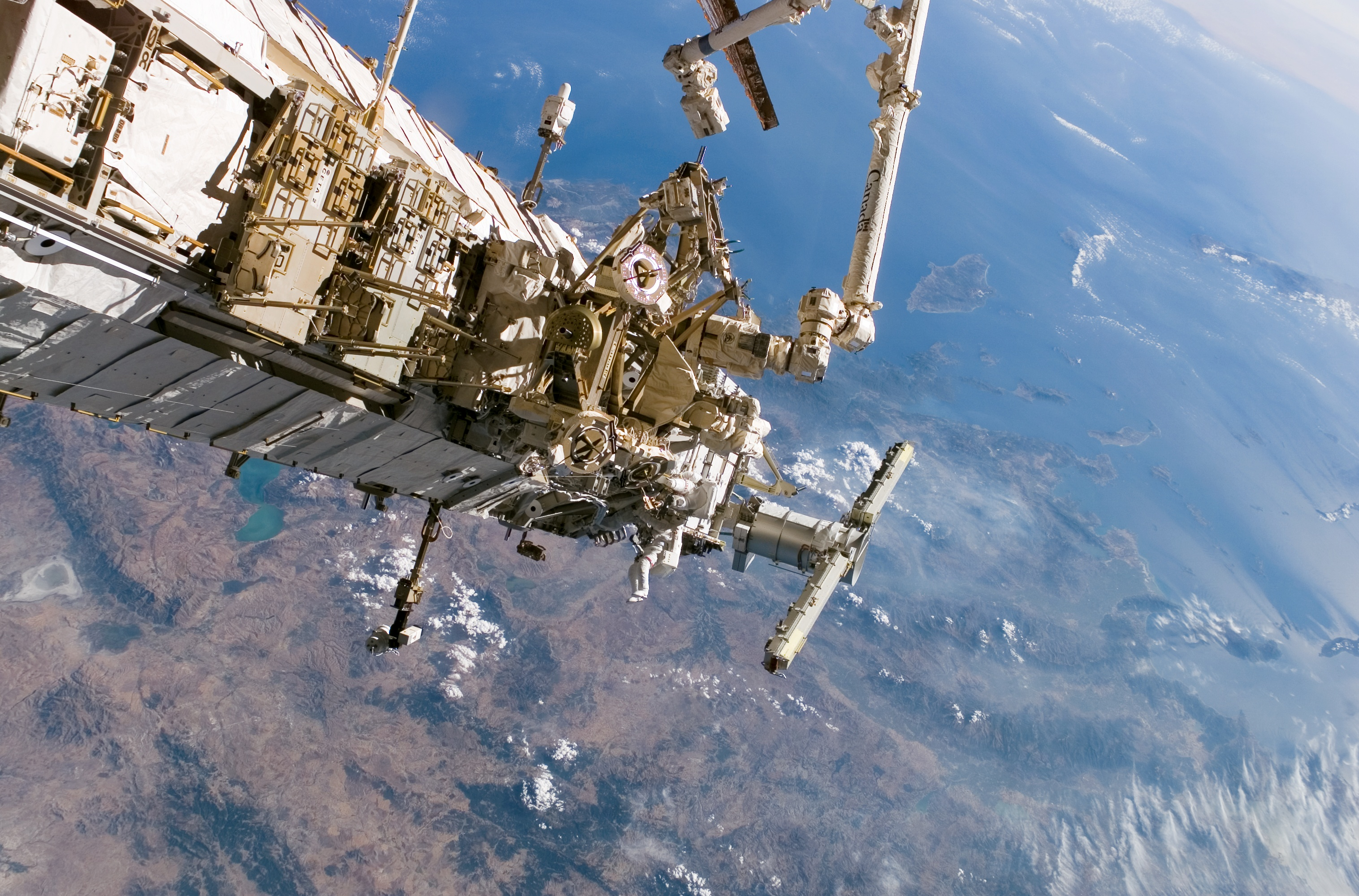
Một đoạn cấu trúc giàn tích hợp

Viết tắt là ITS (Integrated Truss Structure), cấu trúc giàn tích hợp gồm các giàn thành phần được lắp ghép với nhau để tạo thành một hệ thống giàn chính trải dài tới hơn 300 feet. Cấu trúc này là nơi lắp đặt các bộ phận quan trọng để vận hành trạm vũ trụ quốc tế như các tấm thu năng lượng mặt trời, các lá tản nhiệt, hệ thống bảo trì di động ("Mobile Servicing System" – MSS)... Đây là nơi chứa các hệ thống tối quan trọng của trạm như hệ thống xử lý và phân phối điện năng, hệ thống làm mát, hệ thống thông tin liên lạc... Hệ thống giàn này được coi là "xương sống" của trạm ISS.

## Lịch sử
Các thành phần trên cấu trúc giàn tích hợp đều được chế tạo bởi Boeing, đối tác chính của NASA trong dự án Trạm vũ trụ quốc tế.

## Cấu trúc
Hệ thống này gồm tất cả 12 giàn tất cả, trong đó có 11 giàn được kết hợp với nhau và một giàn Z1 nằm tách biệt. Hệ thống 11 giàn kết hợp có giàn S0 nằm chính giữa, các giàn S1, S3, S4, S5, S6 nằm về bên mạn phải và các giàn P1, P3, P4, P5, P6 nằm đối xứng về bên mạn trái. Phần lớn cấu trúc này được làm từ nhôm. Ban đầu các giàn S2 và P2 cũng nằm trong thiết kế nhưng sau đó đã bị hủy bỏ khi kích thước của cấu trúc được thu gọn lại.

### Giàn Z1
Lắp ghép vào trạm: trong STS-92

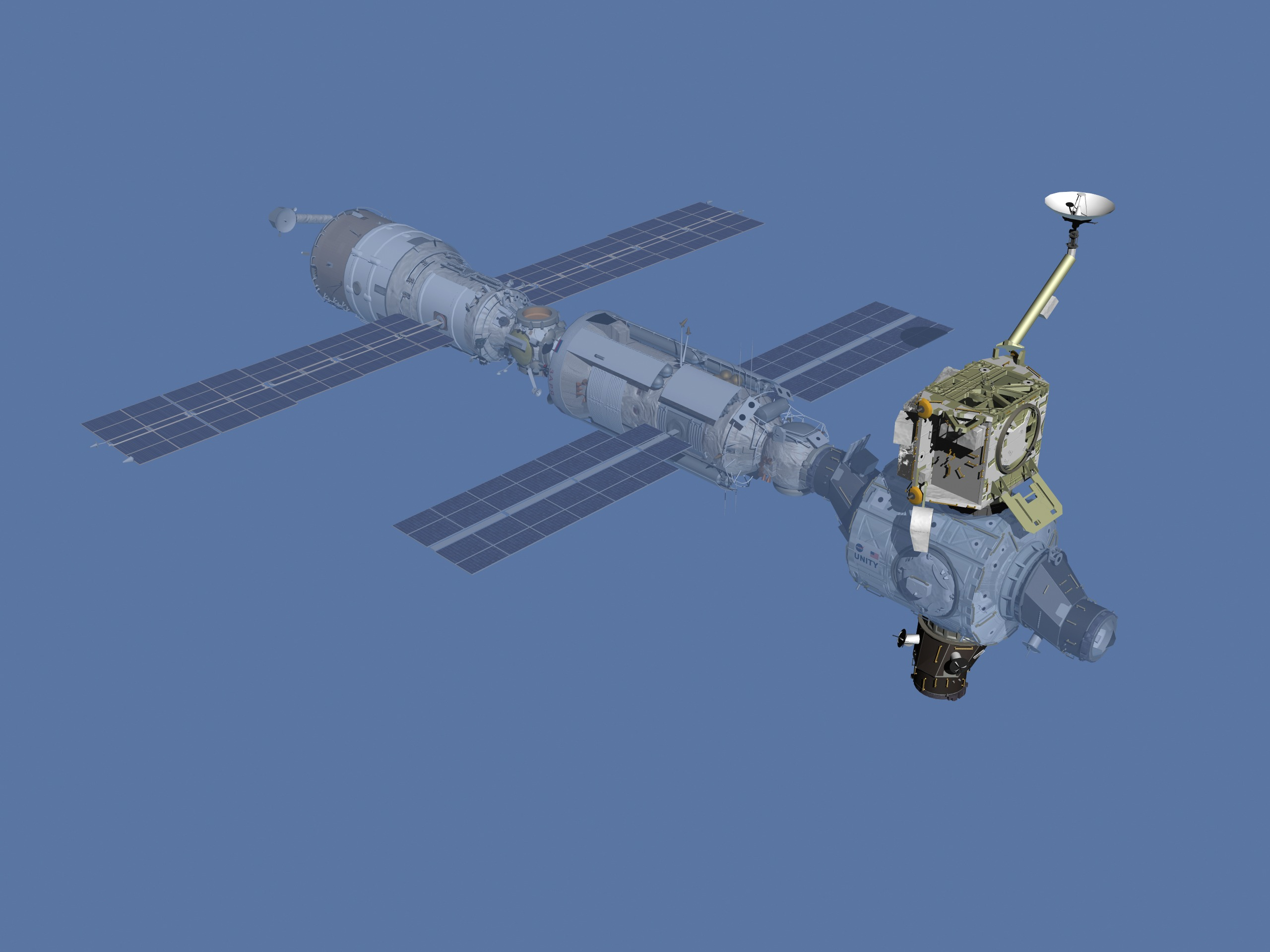
Z1

Là một bộ khung giống như xà nhà được đặt phía trên Unity. Giàn Z1 là nơi mà giàn P6 cùng với các tấm năng lượng mặt trời khổng lồ của nó được lắp đặt tạm thời lên trên trong STS-97. Giàn P6 được đặt lại vào vị trí lâu dài của mình trên P5 trong chuyến bay STS-120. Ngoài ra, trên Z1 còn có gắn các thiết bị như 2 bộ tiếp xúc plasma (plasma contactor), 2 bộ chuyển đổi dòng một chiều (DC-to-DC converter unit – DDCU), bốn con quay hồi chuyển điều khiển moment (Control Moment Gyro – CMG), một phần của hệ thống thông tin liên lạc băng tần S và bằng tần Ku, hệ thống phân phối năng lượng sơ cấp và thứ cấp, thiết bị hệ thống kiểm soát nhiệt, các bề mặt cơ học, các thiết bị hỗ trợ hoạt động trong không gian (extravehicular).

### Giàn S0

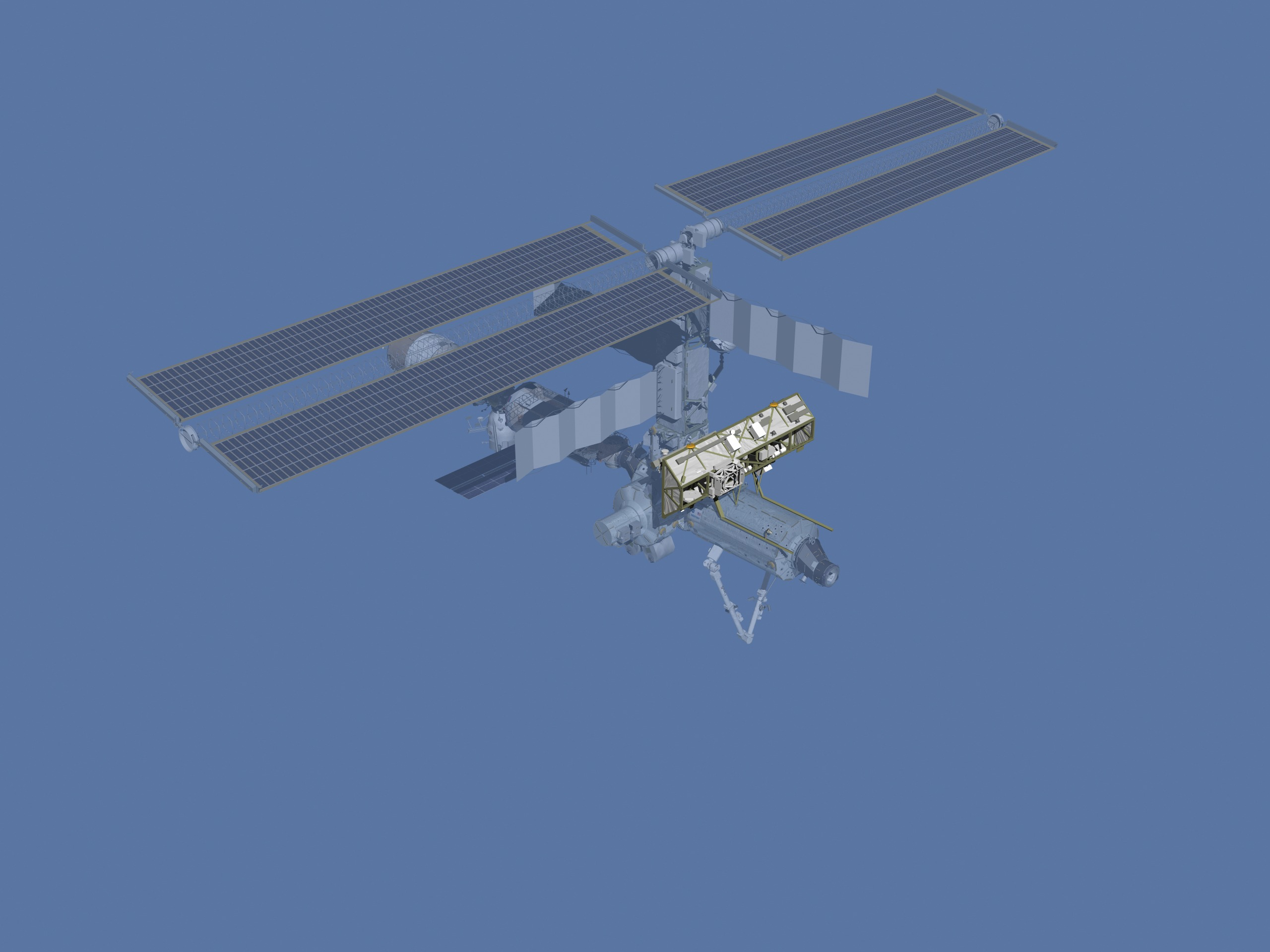
S0

Lắp ghép vào trạm: ngày 11 tháng 4 năm 2002 trong STS-110
Kích thước: 13,4 x 4,6 m
Khối lượng: 13.971 kg
Giàn S0 được gắn lên phía trên phòng thí nghiệm Destiny, là bộ phận trung tâm của hệ thống giàn lắp ghép. S0 là mối nối để dẫn các tài nguyên từ cấu trúc giàn kết hợp (điện năng, dữ liệu, video, amonia làm mát...) vào các module điều áp qua hệ thống ống và dây dẫn. S0 cung cấp sự kiểm soát và phân phối điện năng; hướng dẫn, dò đường và điều khiển; đo đạc từ xa; chuyển mạch video; kiểm soát nhiệt chủ động và thụ động. Trên giàn gồm có bộ chuyển mạch chính (Main Bus Switching Unit – MBSU), 4 bộ DDCU, 4 bộ phân phối điện năng thứ cấp, 4 ăngten định vị toàn cầu (GPS) và 2 con quay hồi chuyển định lượng (Rate Gyro). Ngoài ra trên giàn còn có một đoạn của hệ thống đường ray kéo dài trên suốt cấu trúc giàn kết hợp nhờ đó hệ thống bảo trì di động (MSS) có thể di chuyển tới các vị trí làm việc dọc theo chiều dài hệ thống giàn.

### Giàn S1

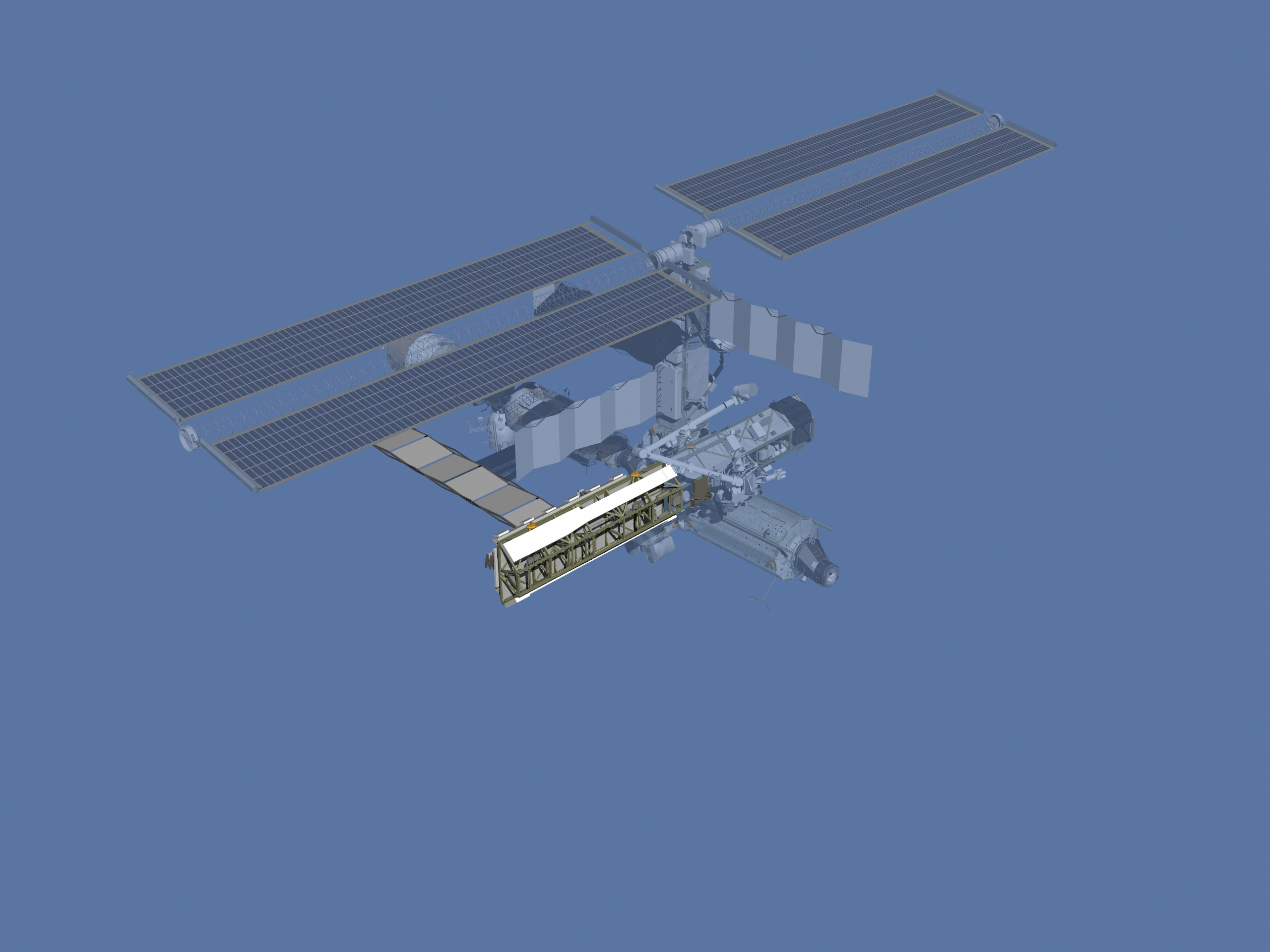
Lắp ghép S1

Lắp ghép vào trạm: ngày 10 tháng 10 năm 2002 trong STS-112
Kích thước: 13,7 x 4,6 x 1,8 m
Khối lượng: 12.584 kg
S1 là bộ phận giàn bên phải đầu tiên, S có nghĩa là starboard (cánh phải). Giàn S1 được lắp ráp vào phía bên phải của trạm S0. S1 có kích thước 13.7 x 4.6 x 1.8 m và nặng 14.124 kg. Giàn S1 là nơi lắp đặt một cơ cấu các lá tản nhiệt lớn để làm mát cho các bộ phận trên trạm, hệ thống này có một khớp nối xoay có thể xoay 3 lá tản nhiệt 105o để giảm tối đa ánh sáng mặt trời chiếu vào các lá tản nhiệt này. Hệ thống giải nhiệt này sử dụng chất lỏng chứa 99.9% amonia nguyên chất. Ngoài ra trên giàn còn chứa các thiết bị điện, hệ thống các đường dẫn, các camera ngoại cảnh và một ăngten cùng hệ thống liên lạc băng tần S. S1 có các chỗ để lắp đặt các đèn và camera. Trên giàn S1 cũng có một phần của đoạn đường ray là chỗ dịch chuyển của hệ thống MBS. S1 được phóng lên cùng một xe đẩy giúp dịch chuyển người và thiết bị (Crew and Equipment Translation Aid – CETA). Chiếc xe đẩy này có thể chạy dọc theo hệ thống đường ray và có thể chứa các dụng cụ để trợ giúp các phi hành gia trong các chuyến đi bộ không gian.

### Giàn S3/S4

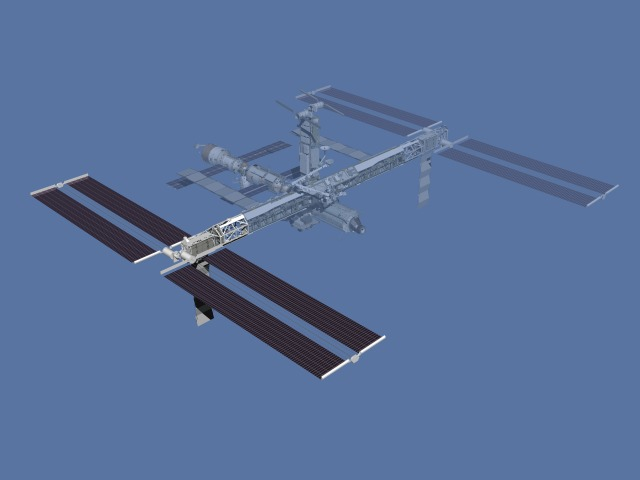
Lắp ghép S3 và S4

Lắp ghép vào trạm: trong STS-117
Kích thước: 13.656 x 4.965 x 4.631 m
Khối lượng: 16.198 kg
S3 và S4 được ghép vào phía bên phải của giàn S1. Chức năng chính của bộ phận này là cung cấp điện năng và dữ liệu cho các giàn bên ngoài (S5 và S6) và biến năng lượng mặt trời thành điện. Bộ phận này có một bộ cánh tấm thu năng lượng mặt trời (Solar Array Wing – SAW) và một khớp nối Solar Alpha (Solar Alpha Rotary Joint – SARJ).

#### S3
Giàn S3 là nơi được dùng để lắp đặt 4 bệ hệ thống gắn tải trọng (Payload Attach System – PAS). Trên S3 còn có 1 SARJ để xoay các SAW theo hướng mặt trời. S3 chứa phần cuối bên phải của đoạn đường ray trên cấu trúc giàn.

#### S4
Hệ thống chính của S4 là module quang điện (Photovoltaic Module – PVM), lá tản nhiệt quang điện (PhotovoltaicRadiator – PVR), cấu trúc giao tiếp khớp nối Alpha (Alpha Joint Interface Structure – AJIS) và hệ thống ghép giàn Rocketdyne đã hiệu chỉnh (Modified Rocketdyne Truss Attachment System – MRTAS) để nối với S5.

### Giàn S5
Lắp ghép vào trạm: trong STS-118
Kích thước:3,37 x 4,55 x 4,24 m
Khối lượng: 1.821 kg
Được gắn vào giàn S4 thông qua giao diện MRTAS, chức năng chính của S5 là kết nối năng lượng, đường dây làm mát và làm một miếng đệm giữa 2 module quang điện trên S4 và S6. Đây là bộ phận giàn bên phải thứ 3.
|  |  |

### Giàn S6
Lắp ghép vào trạm: trong STS-119
Kích thước:
Khối lượng:
Là bộ phận giàn bên phải thứ 4 và cũng là cuối cùng, được gắn vào bên ngoài của giàn S5. Trên giàn cũng chứa một module quang điện giống như giàn S4. Chức năng chính của S6 là tạo ra, tích trữ, điều chỉnh và phân phối điện năng cho trạm. Trên giàn cũng có một lá tản nhiệt để giải nhiệt cho module quang điện.

### Giàn P1

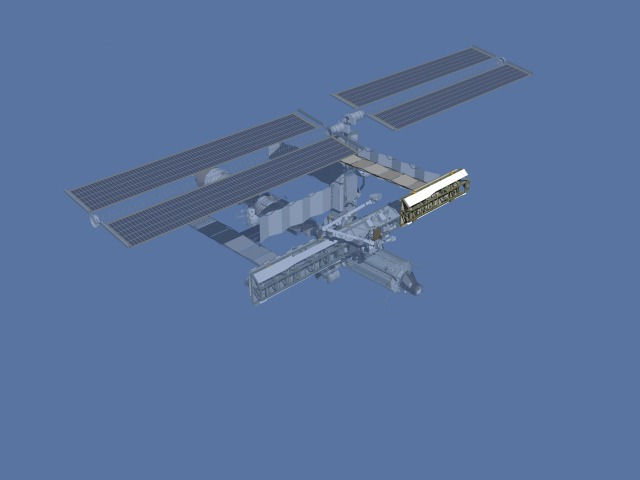
P1

Lắp ghép vào trạm: ngày 26 tháng 11 năm 2002 trong STS-113
Kích thước:13,7 x 4,6 x 1,8 m
Khối lượng: 14.003 kg
Giàn P1 được lắp đặt vào bên trái của S0, có cấu trúc gần như y hệt với giàn S1. Một điểm khác nhau là giàn S1 chứa hệ thống ăngten băng tần S còn P1 chứa hệ thống ăngten băng tần UHF. P1 cũng có chỗ để lắp đặt một ăngten băng tần S. P1 được phóng lên cùng CETA thứ 2.

### Giàn P3/P4
Lắp ghép vào trạm: STS-115
Kích thước: 13,8 x 4,9 x 4,8 m
Khối lượng: 15.838 kg
Là bộ phận giàn bên trái thứ 2, được gắn vào P1. Bộ phận này có cấu trúc tương tự như giàn S3/S4.
|  |  |

### Giàn P5
Lắp ghép vào trạm: STS-116
Kích thước: 3,37 x 4,55 x 4,24 m
Khối lượng: 1.864 kg
Là bộ phận giàn bên trái thứ 3, gắn vào P3/P4. Bộ phận này có cấu trúc tương tự như giàn S5.

### Giàn P6
Lắp ghép vào trạm: STS-97
Kích thước:
Khối lượng: 17.000 kg
Là bộ phận đầu tiên trong số 11 bộ phận của hệ thống giàn kết hợp được lắp đặt vào trạm. P6 được lắp đặt tạm thời lên trên giàn Z1 và được đặt lại vào vị trí lâu dài của mình cạnh P5 trong STS-120. P6 có cấu trúc tương tự như S6.
|  |  |